# Puntarska draga
Puntarska draga, zvana još i Košljunska draga je uvala Jadranskog mora na sredini otoka Krka, između grada Krka i Punta. 

## Odlike
Puntarska draga je velika i plitka uvala (najveća dubina 9 m, prosječna 1.5-2 m) u dubini Krčkog zaljeva izduljenog ovalnog oblika (sjever-jug) najveće dužine oko 3 km, i najveće širine oko 2 km, koja je s otvorenim morem povezana uskim morskim kanalom – Buka širokim oko 150-200 m). Zaljev je vjerojatno nastao potapanjem krške uvale, još su i danas na njenoj sjeveroistočnoj obali vidljive manje skupine trske (Phragmites australis) kao posljednji ostaci ranije močvare.
Na istočnoj obali zaljeva nalazi se mjesto Punat i istoimena marina, u sredini uvale je otočić Košljun s franjevačkim samostanom, u dubini uvale s istočne strane je crkva sv. Dunat, a na zapadnoj obali poluotok Prniba.

## Ekološka ugroženost
Zbog plitkosti i sve veće urbanizacije, Puntarska draga postaje ekološki osjetljivo područje. U Puntarskoj dragi izrazita je eutrofizacija (proces obogaćivanja vode nutrijentima) dovela je do osiromašenja prirodne zajednice. Na zamuljenoj površini kamenitog dna i na muljevitom dnu prisutne su alge vrste Dasycladus vermicularis i roda Cladophora.

## Arheološki lokaliteti
U Puntarskoj dragi nalaze se sljedeći arheološki lokaliteti;
1. Trojna, grobne gomile iz liburnskog doba, uvala Trojna
2. Prvo more, ostatci kasnoantičkog-ranobizantskog naselja
3. sv. Vid, ruševine srednjovjekovne crkvice, na poluotoku Prniba
4. sv. Toma, ostatci građevina iz antičkog-ranokršćanskog i srednjovjekovnog doba, na poluotoku Prniba
5. sv. Danijel,  na poluotoku Prniba

## Vanjske poveznice
- Marina punat